# Lobidiopteryx aurivilliusi
Lobidiopteryx aurivilliusi är en fjärilsart som beskrevs av Louis Beethoven Prout 1935. Lobidiopteryx aurivilliusi ingår i släktet Lobidiopteryx och familjen mätare. Inga underarter finns listade i Catalogue of Life.